# Final de la Liga de Campeones de la UEFA 2007-08

## Final

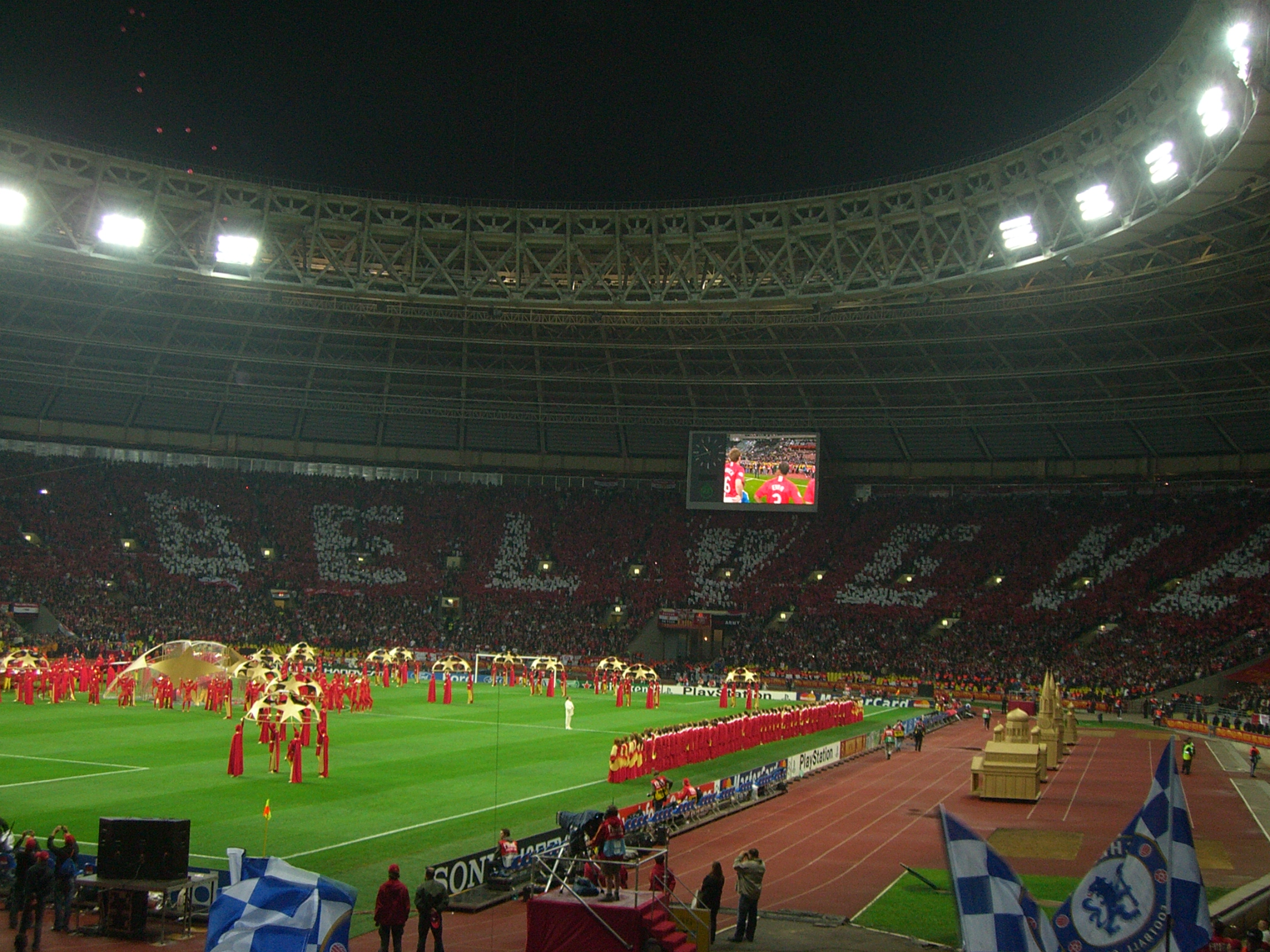
Mosaico del fondo de aficionados del United, durante la previa del partido.

El 21 de mayo de 2008 se vivió una de las finales más dramáticas de la historia de la competición. El desenlace final desde el punto fatídico de penalti dio al Manchester United el tercer título de su historia en el torneo.
El técnico israelí Avram Grant planteó el partido con muchas dudas y el Manchester United pronto se hizo con el mando del mismo y se adelantó en la lluviosa noche Moscovita gracias a un tanto de su estrella, el portugués Cristiano Ronaldo en el minuto 26. Para el Chelsea no todo parecía perdido y tras disponer de alguna ocasión, Frank Lampard aprovechaba un rechace de Edwin van der Sar para establecer las tablas en el marcador.
El partido fue haciéndose en cada momento más trabado y disputado, más acorde a lo que se acostumbra en una final de la Liga de Campeones. El marcador no se movió y el título se decidiría en la tanda de penaltis. Las dos aficiones desplazadas desde el Reino Unido a Moscú permanecían con el corazón en un puño al comienzo de la serie. Tras los dos lanzamientos iniciales en los que los porteros poco pudieron evitar llegó el turno de Cristiano Ronaldo. El Portugués falló su lanzamiento y puso en bandeja la copa para el Chelsea. Para Cristiano supuso en palabras propias el peor momento de su vida.

### Desenlace de la tanda de penaltis
John Terry, defensa central y capitán del Chelsea tuvo en sus botas la oportunidad de darle a su equipo el trofeo en el quinto lanzamiento. De convertir el penalti la copa sería para los londinenses por primera vez en la historia. Las condiciones del terreno de juego no eran nada favorables para la situación y el futbolista inglés falló su lanzamiento al sufrir un inoportuno resbalón en el momento de golpear la pelota. El balón golpeó en el palo y el Manchester conservaba su oportunidad de victoria.
Los lanzamientos sucesivos fueron convertidos por dos jugadores del Manchester y uno del Chelsea respectivamente, llegando el turno al francés Nicolas Anelka. El disparo del delantero fue tapado por el portero Van der Sar y el Manchester United se proclamó tricampeón de la competición.

## Partido
| 1     | POR   | Edwin van der Sar |        |
| 6     | DEF   | Wes Brown         | 120+5' |
| 5     | DEF   | Rio Ferdinand     |        |
| 15    | DEF   | Nemanja Vidić     |        |
| 3     | DEF   | Patrice Evra      |        |
| 4     | MED   | Owen Hargreaves   |        |
| 16    | MED   | Michael Carrick   |        |
| 18    | MED   | Paul Scholes      | 87'    |
| 7     | MED   | Cristiano Ronaldo |        |
| 10    | DEL   | Wayne Rooney      | 101'   |
| 32    | DEL   | Carlos Tévez      |        |
| D. T. | D. T. | Alex Ferguson     |        |

| 1     | POR   | Petr Čech        |        |
| 5     | DEF   | Michael Essien   |        |
| 6     | DEF   | Ricardo Carvalho |        |
| 26    | DEF   | John Terry       |        |
| 3     | DEF   | Ashley Cole      |        |
| 4     | MED   | Claude Makelele  | 120+4' |
| 10    | MED   | Joe Cole         | 99'    |
| 13    | MED   | Michael Ballack  |        |
| 8     | MED   | Frank Lampard    |        |
| 15    | MED   | Florent Malouda  | 92'    |
| 11    | DEL   | Didier Drogba    |        |
| D. T. | D. T. | Avram Grant      |        |

| 11 | MED | Ryan Giggs | 87'    |
| 17 | DEL | Nani       | 101'   |
| 8  | MED | Anderson   | 120+5' |

| 21 | DEL | Salomon Kalou    | 92'    |
| 39 | DEL | Nicolas Anelka   | 99'    |
| 35 | DEF | Juliano Belletti | 120+4' |

| 26' | Cristiano Ronaldo | 1:0 |

| 45' | Frank Lampard | 1:1 |

| Sí · Sí · No · Sí · Sí · Sí · Sí | Carlos Tévez Michael Carrick Cristiano Ronaldo Owen Hargreaves Nani Anderson Ryan Giggs | 1:0 2:1 2:2 3:3 4:4 5:4 6:5 |

| Sí · Sí · Sí · Sí · No · Sí · No | Michael Ballack Juliano Belletti Frank Lampard Ashley Cole John Terry Salomon Kalou Nicolas Anelka | 1:1 2:2 2:3 3:4 4:4 5:5 6:5 |

| 21' · 43' · 111' · 116' | Paul Scholes Rio Ferdinand Nemanja Vidic Carlos Tévez |

| 21' · 45+2' · 116' · 118' | Claude Makelele Ricardo Carvalho Michael Ballack Michael Essien |

| Principal  | Ľuboš Micheľ    |
| Asistentes | Roman Slyško    |
|            | Martin Balko    |
| Cuarto     | Vladimír Hriňák |

|                    |    |    |
| Tiros              | 5  | 6  |
| Tiros a puerta     | 3  | 1  |
| Faltas             | 5  | 9  |
| Saques de esquina  | 2  | 2  |
| Fueras de juego    | 0  | 1  |
| Posesión del balón | 59 | 41 |

| Alineación inicial |

| 1     | POR   | Edwin van der Sar |        |
| 6     | DEF   | Wes Brown         | 120+5' |
| 5     | DEF   | Rio Ferdinand     |        |
| 15    | DEF   | Nemanja Vidić     |        |
| 3     | DEF   | Patrice Evra      |        |
| 4     | MED   | Owen Hargreaves   |        |
| 16    | MED   | Michael Carrick   |        |
| 18    | MED   | Paul Scholes      | 87'    |
| 7     | MED   | Cristiano Ronaldo |        |
| 10    | DEL   | Wayne Rooney      | 101'   |
| 32    | DEL   | Carlos Tévez      |        |
| D. T. | D. T. | Alex Ferguson     |        |

| 1     | POR   | Petr Čech        |        |
| 5     | DEF   | Michael Essien   |        |
| 6     | DEF   | Ricardo Carvalho |        |
| 26    | DEF   | John Terry       |        |
| 3     | DEF   | Ashley Cole      |        |
| 4     | MED   | Claude Makelele  | 120+4' |
| 10    | MED   | Joe Cole         | 99'    |
| 13    | MED   | Michael Ballack  |        |
| 8     | MED   | Frank Lampard    |        |
| 15    | MED   | Florent Malouda  | 92'    |
| 11    | DEL   | Didier Drogba    |        |
| D. T. | D. T. | Avram Grant      |        |

| 11 | MED | Ryan Giggs | 87'    |
| 17 | DEL | Nani       | 101'   |
| 8  | MED | Anderson   | 120+5' |

| 21 | DEL | Salomon Kalou    | 92'    |
| 39 | DEL | Nicolas Anelka   | 99'    |
| 35 | DEF | Juliano Belletti | 120+4' |

| 26' | Cristiano Ronaldo | 1:0 |

| 45' | Frank Lampard | 1:1 |

| Sí · Sí · No · Sí · Sí · Sí · Sí | Carlos Tévez Michael Carrick Cristiano Ronaldo Owen Hargreaves Nani Anderson Ryan Giggs | 1:0 2:1 2:2 3:3 4:4 5:4 6:5 |

| Sí · Sí · Sí · Sí · No · Sí · No | Michael Ballack Juliano Belletti Frank Lampard Ashley Cole John Terry Salomon Kalou Nicolas Anelka | 1:1 2:2 2:3 3:4 4:4 5:5 6:5 |

| 21' · 43' · 111' · 116' | Paul Scholes Rio Ferdinand Nemanja Vidic Carlos Tévez |

| 21' · 45+2' · 116' · 118' | Claude Makelele Ricardo Carvalho Michael Ballack Michael Essien |

| Principal  | Ľuboš Micheľ    |
| Asistentes | Roman Slyško    |
|            | Martin Balko    |
| Cuarto     | Vladimír Hriňák |

|                    |    |    |
| Tiros              | 5  | 6  |
| Tiros a puerta     | 3  | 1  |
| Faltas             | 5  | 9  |
| Saques de esquina  | 2  | 2  |
| Fueras de juego    | 0  | 1  |
| Posesión del balón | 59 | 41 |

| Alineación inicial |

| 1     | POR   | Edwin van der Sar |        |
| 6     | DEF   | Wes Brown         | 120+5' |
| 5     | DEF   | Rio Ferdinand     |        |
| 15    | DEF   | Nemanja Vidić     |        |
| 3     | DEF   | Patrice Evra      |        |
| 4     | MED   | Owen Hargreaves   |        |
| 16    | MED   | Michael Carrick   |        |
| 18    | MED   | Paul Scholes      | 87'    |
| 7     | MED   | Cristiano Ronaldo |        |
| 10    | DEL   | Wayne Rooney      | 101'   |
| 32    | DEL   | Carlos Tévez      |        |
| D. T. | D. T. | Alex Ferguson     |        |

| 1     | POR   | Petr Čech        |        |
| 5     | DEF   | Michael Essien   |        |
| 6     | DEF   | Ricardo Carvalho |        |
| 26    | DEF   | John Terry       |        |
| 3     | DEF   | Ashley Cole      |        |
| 4     | MED   | Claude Makelele  | 120+4' |
| 10    | MED   | Joe Cole         | 99'    |
| 13    | MED   | Michael Ballack  |        |
| 8     | MED   | Frank Lampard    |        |
| 15    | MED   | Florent Malouda  | 92'    |
| 11    | DEL   | Didier Drogba    |        |
| D. T. | D. T. | Avram Grant      |        |

| 11 | MED | Ryan Giggs | 87'    |
| 17 | DEL | Nani       | 101'   |
| 8  | MED | Anderson   | 120+5' |

| 21 | DEL | Salomon Kalou    | 92'    |
| 39 | DEL | Nicolas Anelka   | 99'    |
| 35 | DEF | Juliano Belletti | 120+4' |

| 26' | Cristiano Ronaldo | 1:0 |

| 45' | Frank Lampard | 1:1 |

| Sí · Sí · No · Sí · Sí · Sí · Sí | Carlos Tévez Michael Carrick Cristiano Ronaldo Owen Hargreaves Nani Anderson Ryan Giggs | 1:0 2:1 2:2 3:3 4:4 5:4 6:5 |

| Sí · Sí · Sí · Sí · No · Sí · No | Michael Ballack Juliano Belletti Frank Lampard Ashley Cole John Terry Salomon Kalou Nicolas Anelka | 1:1 2:2 2:3 3:4 4:4 5:5 6:5 |

| 21' · 43' · 111' · 116' | Paul Scholes Rio Ferdinand Nemanja Vidic Carlos Tévez |

| 21' · 45+2' · 116' · 118' | Claude Makelele Ricardo Carvalho Michael Ballack Michael Essien |

| Principal  | Ľuboš Micheľ    |
| Asistentes | Roman Slyško    |
|            | Martin Balko    |
| Cuarto     | Vladimír Hriňák |

|                    |    |    |
| Tiros              | 5  | 6  |
| Tiros a puerta     | 3  | 1  |
| Faltas             | 5  | 9  |
| Saques de esquina  | 2  | 2  |
| Fueras de juego    | 0  | 1  |
| Posesión del balón | 59 | 41 |

| Alineación inicial |

| 1     | POR   | Edwin van der Sar |        |
| 6     | DEF   | Wes Brown         | 120+5' |
| 5     | DEF   | Rio Ferdinand     |        |
| 15    | DEF   | Nemanja Vidić     |        |
| 3     | DEF   | Patrice Evra      |        |
| 4     | MED   | Owen Hargreaves   |        |
| 16    | MED   | Michael Carrick   |        |
| 18    | MED   | Paul Scholes      | 87'    |
| 7     | MED   | Cristiano Ronaldo |        |
| 10    | DEL   | Wayne Rooney      | 101'   |
| 32    | DEL   | Carlos Tévez      |        |
| D. T. | D. T. | Alex Ferguson     |        |

| 1     | POR   | Petr Čech        |        |
| 5     | DEF   | Michael Essien   |        |
| 6     | DEF   | Ricardo Carvalho |        |
| 26    | DEF   | John Terry       |        |
| 3     | DEF   | Ashley Cole      |        |
| 4     | MED   | Claude Makelele  | 120+4' |
| 10    | MED   | Joe Cole         | 99'    |
| 13    | MED   | Michael Ballack  |        |
| 8     | MED   | Frank Lampard    |        |
| 15    | MED   | Florent Malouda  | 92'    |
| 11    | DEL   | Didier Drogba    |        |
| D. T. | D. T. | Avram Grant      |        |

| 11 | MED | Ryan Giggs | 87'    |
| 17 | DEL | Nani       | 101'   |
| 8  | MED | Anderson   | 120+5' |

| 21 | DEL | Salomon Kalou    | 92'    |
| 39 | DEL | Nicolas Anelka   | 99'    |
| 35 | DEF | Juliano Belletti | 120+4' |

| 26' | Cristiano Ronaldo | 1:0 |

| 45' | Frank Lampard | 1:1 |

| Sí · Sí · No · Sí · Sí · Sí · Sí | Carlos Tévez Michael Carrick Cristiano Ronaldo Owen Hargreaves Nani Anderson Ryan Giggs | 1:0 2:1 2:2 3:3 4:4 5:4 6:5 |

| Sí · Sí · Sí · Sí · No · Sí · No | Michael Ballack Juliano Belletti Frank Lampard Ashley Cole John Terry Salomon Kalou Nicolas Anelka | 1:1 2:2 2:3 3:4 4:4 5:5 6:5 |

| 21' · 43' · 111' · 116' | Paul Scholes Rio Ferdinand Nemanja Vidic Carlos Tévez |

| 21' · 45+2' · 116' · 118' | Claude Makelele Ricardo Carvalho Michael Ballack Michael Essien |

| Principal  | Ľuboš Micheľ    |
| Asistentes | Roman Slyško    |
|            | Martin Balko    |
| Cuarto     | Vladimír Hriňák |

|                    |    |    |
| Tiros              | 5  | 6  |
| Tiros a puerta     | 3  | 1  |
| Faltas             | 5  | 9  |
| Saques de esquina  | 2  | 2  |
| Fueras de juego    | 0  | 1  |
| Posesión del balón | 59 | 41 |

| Alineación inicial |

|                                             |
| Bandera de Inglaterra                       |
| Campeón Manchester United F. C. 3.er título |